# Pierre Galante
Pierre Galante est un journaliste et écrivain français, né le 22 novembre 1909 à Nice et mort le 20 septembre 1998 à Neuilly-sur-Seine.

## Biographie
Pierre Galante a travaillé comme journaliste pour plusieurs journaux et magazines : L'Époque, Le Jour, L'Écho de Paris, L'Espoir de Nice, L'Intransigeant. Il a été également secrétaire général à Paris Match.
Il est l'auteur d'une dizaine de livres, parfois écrits en collaboration, portraits de personnalités ou documents d'histoire contemporaine.
Le 2 avril 1955, il a épousé l'actrice américaine Olivia de Havilland avec laquelle il a eu une fille, Gisèle, née en 1956. Le couple a divorcé en 1979.

## Publications
- Le Mur de la honte, 1966
- Le Général, avec le concours de Gaston Bonheur, 1968
- Malraux, avec le concours d'Yves Salgues, 1971
- Les Années Chanel, 1972
- Les Rois du rire, 1972
- La grande filière avec Louis Sapin, 1979  (ISBN 9782221201466 et 2221201469)
- Hitler est-il mort ? Les généraux allemands face au Führer de 1934 à 1945, 1981
- Grace de Monaco, 1982  (ISBN 978-2851083173)
- Opération Walkyrie : le Complot des généraux allemands contre Hitler, 1984  (ISBN 978-2259011662)
- Les Années américaines : la Vie de château sur la Côte d'Azur 1918-1940, 1985
- Les Derniers Témoins du bunker : la Vérité sur la fin d'Hitler, avec Eugène Silianoff, 1989  (ISBN 978-2850183041)